# Heriades civicus
Heriades civicus är en biart som beskrevs av Cockerell 1937. Heriades civicus ingår i släktet väggbin, och familjen buksamlarbin. Inga underarter finns listade i Catalogue of Life.